# 山本哲也 (能楽師)
山本 哲也（やまもと てつや、1966年3月21日 - ）は、大鼓方大倉流の能楽師。大阪市生まれ。箕面自由学園高等学校卒業。父である山本孝（能楽師・大鼓方大倉流）および亀井忠雄（能楽師・大鼓方葛野流宗家代理・人間国宝）に師事。
1973年、独鼓「高砂」で初舞台。1982年、大阪能楽養成会入会。1987年、同会を卒業。1988年、清水晧祐（小鼓方大倉流）・成田達志（小鼓方幸流）・守家由訓（大鼓方観世流）・中田弘美（太鼓方金春流）ら、大阪の能楽師囃子方の同世代とともに能楽グループ『響』を結成（ - 2002年）。2002年、咲くやこの花賞（大阪市芸術文化賞）受賞。同年より成田達志とともに、能楽ユニット「TTR能プロジェクト」を結成、能楽堂にとらわれないライブ能などの意欲的な舞台を作る。TTRは達志のT、哲也のT、RevolutionのRから名づけられたという。
2004年、重要無形文化財保持者に認定（総合認定）され、日本能楽会会員になる。
2018年度文化庁芸術祭賞優秀賞受賞。